# Regenbogen Tour
Bei der Regenbogen Tour handelt es sich um die zweite eigenständige Tournee der deutschen Pop-Schlager-Sängerin Vanessa Mai.

## Hintergrund
Allgemeine Informationen
Bei der Regenbogen Tour handelte es sich um die zweite eigenständige Konzertreihe Mais als Hauptact. Die Tour erstreckte sich über einen Zeitraum von eineinhalb Monaten und führte Mai mit ihrer Begleitband durch 15 deutsche Städte. Aufgrund der großen Nachfrage wurden in Dresden und Oldenburg jeweils ein Zusatztermin hinzugefügt, sodass die Tournee aus 17 Konzerten bestand. Präsentiert wurde die Tour von Bild und Music for Millions. Als Konzertveranstalter konnte man Semmel Concerts Entertainment für sich gewinnen.
Das Bühnenbild bestand aus zwei Ebenen. Bei der oberen Ebene handelte es sich um einen Laufsteg, an dessen Enden Treppen nach unten führten. Ein Aufzug in der Bühnenmitte sorgte dafür, dass Mai schnell zwischen beiden Ebenen wechseln konnte. Über dem Laufsteg befanden sich fünf große LCD-Leinwände. Mais Begleitband war unter dem Laufsteg versteckt. Jeder Musiker hatte seine eigene Kammer, auf jeder Seite zwischen dem Aufzug befanden sich jeweils zwei Musiker. An den Wänden zwischen den Kammern, der Aufzugstür sowie an den Wänden hinter den Musikern waren ebenfalls LCD-Leinwände angebracht.
Dem Boxset, des im Vorjahr erschienenen Präsentationsalbums Regenbogen sowie in der später veröffentlichten Neuauflage („Gold Edition“), wurden 2.500 beziehungsweise 500 sogenannte „Early-Entry-Pässe“ beigefügt, die dem Inhaber und einer Begleitperson zum frühzeitigen Einlass bei allen Konzerten der Regenbogen Tour und zur Teilnahme am Soundcheck berechtigte.
Unfall in Rostock am 21. April 2018
Während der Bühnenproben – im Vorfeld des geplanten Konzertes in Rostock am 21. April 2018 – verunglückte Mai mit einem ihrer Tänzer. Sie verletzte sich dabei an der Wirbelsäule und musste in ein Krankenhaus eingeliefert werden. Mai soll nach dem Unfall das Bewusstsein verloren haben und von einem Notarzt künstlich beatmet worden sein. Zunächst ging man davon aus, dass Mais anhaltende Rückenschmerzen Folgen des Unfalls seien. Nach einer Untersuchung in einer Spezialklinik stellten die Ärzte fest, dass Mais Schmerzen nicht die Folge des Trainingssturzes waren, sondern infolge „eines extremen Drucks der Wirbel auf die Bandscheiben durch stetige, über Wochen und Monate gehende, außergewöhnliche Belastungen“ hervorgerufen wurden. Kurz nach dem Vorfall äußerte sich Mai selbst wie folgt: „Ich bin nach der ersten Diagnose meiner Ärzte sehr glücklich, diesmal noch mit einem – wie man sagt – “blauen Auge” davon gekommen zu sein“. Sie allein trage die Schuld an dem Unfall. „Wir alle sollten viel öfter auf die Signale unseres Körpers hören, denn die kann niemand anders hören! Ich bin wirklich froh, dass es passiert ist. Ich war immer sehr verbissen. Der Unfall war ein Warnschuss und den nehme ich ernst“, so die Sängerin. Neben dem Konzert in Rostock wurden zunächst alle weiteren Pressetermine in den Folgewochen abgesagt. Obwohl Mai nicht voll belastbar war, fanden die restlichen Termine wie geplant statt. Die Bühnenshow beziehungsweise die Tanzchoreografien wurden so angepasst, dass sie für Mai zu bewältigen waren. Rund zwei Monate nach dem Unfall trat Mai erstmals wieder in einer TV-Show auf, hierbei verriet sie in einem kurzen Interview mit Andrea Kiewel im ZDF-Fernsehgarten, dass sie noch immer schwer mit den Schmerzen zu kämpfen habe. Vor allem die Aussage der Ärzte, dass sie nicht mehr so Tanzen könne wie vor dem Unfall mache ihr zu schaffen. Sie glaube jedoch nicht daran, das Tanzen sei einer ihren Leidenschaften und sie kämpfe weiter.
Weitere Vorkommnisse
Das Konzert in der Arena Kreis Düren in Düren war von einer Bombendrohung überschattet. Der Täter habe sich demnach gegen 17:00 Uhr telefonisch gemeldet. Laut Mai habe es nach einer Stunde bereits Entwarnung gegeben und das Konzert fand wie geplant statt. Des Weiteren beschrieb sie ihre Situation mit folgenden Worten: „Ich hatte schon ziemliche Angst, dass sie zwar nichts finden, aber dann sagen, dass die Gefahr zu groß ist und das Konzert abgesagt werden muss. Das wäre für mich der Super-Gau gewesen. Ich dachte wirklich, dass es nicht wahr sein kann. Warum passiert das ausgerechnet mir?“ Die Sicherheitsvorkehrungen waren laut Bild am Sonntag verschärft worden, das Konzert verzögerte sich deswegen um circa 30 Minuten. Weshalb es zur Verzögerung kam, sei den Fans nicht mitgeteilt worden. Es sei ja auch kein schönes Gefühl, wenn bei einem Konzert sitze und man doch noch darüber nachdenke, ob gleich etwas hochgehen könnte, so die Sängerin.
Während des Konzertes am 17. Mai 2018 im Rosengarten Mozartsaal in Mannheim wurde Mai selbst von einer Fanaktion inmitten des Konzertes überrascht. Zu Beginn des Liedes In all deinen Farben stellte das Publikum einen Regenbogen dar. Das geschah mit Hilfe von Smartphones und kleinen Papierstücken, die vor die Taschenlampe gehalten wurden. Initiiert wurde diese Aktion von einem Vanessa-Mai-Fanclub.

## Touränderungen
Änderungen (Ursprünglicher Veranstaltungstag → Neuer Veranstaltungstag)
- Rostock – Stadthalle: 21. April 2018 → 19. Mai 2018[8]

## Bühnenbesetzung
Musikalisch erhielt Mai von einer vierköpfigen Band, der sogenannten „Schlagersquad“ Unterstützung. Tänzerisch wurde Mai während der Tour von drei Tänzern und vier Tänzerinnen unterstützt, darunter der kanadisch-österreichische Tänzer Vadim Garbuzov, der unter anderem durch seine Teilnahme als Profi-Tänzer bei der Tanz-Show Let’s Dance Bekanntheit erlangte.
Band-Mitglieder
- Sebastian Motz: Keyboard
- Florian Schanze: Schlagzeug
- Jan Stürmer: Gitarre
- Martin Ziaja: Bass

## Tourdaten
| Datum          | Stadt             | Veranstaltungsort          | Land        |
| -------------- | ----------------- | -------------------------- | ----------- |
| 18. April 2018 | Dresden           | Philharmonie               | Deutschland |
| 19. April 2018 | Dresden           | Philharmonie               | Deutschland |
| 20. April 2018 | Hamburg           | Mehr!-Theater am Großmarkt | Deutschland |
| 4. Mai 2018    | Düren             | Arena Kreis Düren          | Deutschland |
| 5. Mai 2018    | Oldenburg         | Kongresshalle              | Deutschland |
| 6. Mai 2018    | Oldenburg         | Kongresshalle              | Deutschland |
| 7. Mai 2018    | Bielefeld         | Stadthalle                 | Deutschland |
| 8. Mai 2018    | Leipzig           | Arena                      | Deutschland |
| 10. Mai 2018   | Berlin            | Tempodrom                  | Deutschland |
| 11. Mai 2018   | Oberhausen        | König-Pilsener-Arena       | Deutschland |
| 12. Mai 2018   | Frankfurt am Main | Jahrhunderthalle           | Deutschland |
| 13. Mai 2018   | Erfurt            | Messe                      | Deutschland |
| 14. Mai 2018   | München           | Circus Krone               | Deutschland |
| 17. Mai 2018   | Mannheim          | Rosengarten Mozartsaal     | Deutschland |
| 18. Mai 2018   | Chemnitz          | Stadthalle                 | Deutschland |
| 19. Mai 2018   | Rostock           | Stadthalle                 | Deutschland |
| 9. Juni 2018   | Stuttgart         | Porsche-Arena              | Deutschland |

## Setlist
Die Setlist während Mais Regenbogen Tour bestand aus 23 Titeln, während des Soundchecks spielte Mai bereits die beiden neuen Titel Mein Sommer und Wiedersehen vor allen Fans mit „Early-Entry-Pass“. Die Hauptshow bestand aus 21 Liedern und zwei Zugaben. Nach elf Liedern – nach dem Lied Wunder gibt’s nicht nur im Himmel – erfolgte eine 15-minütige Pause. Das Programm bestand aus einer Mischung aller vier Studioalben Mais, wobei die meisten Titel das letzte Studioalbum Regenbogen stellte. Aus diesem Album präsentierte sie neun Stücke, aus den anderen Studioalben spielte sie jeweils etwa drei bis vier Lieder. Hinzu kommen die vier neuen Titel Intro, Wiedersehen, Mein Sommer und Verdammt, ich lieb’ Dich. Bei dem Intro handelt es sich um einen Vorspann, der neu für die Tour komponiert wurde. Mein Sommer und Wiedersehen sind zwei Titel aus dem neuen Studioalbum Schlager, das später im Verlauf des Jahres erscheinen wird. Bei Verdammt, ich lieb’ Dich handelt es sich um eine Coverversion des Originals von Matthias Reim, dass Mai nur während der Tour sang, aber bislang nicht auf einem Album erschien.
Die Konzerte begannen mit einem Intro, in dem Mai folgende Worte an das Publikum richtete „7 Farben hat das Licht. 7 Töne hat die Musik. 7 ist eine magische Zahl. Mit 7 Tönen kann ich euch verzaubern; und mit 7 Farben verzaubert uns der Regenbogen.“ Nach den Stücken Wachgeküsst, Unbekannter Engel und Wolke 7 tätigte Mai jeweils eine kurze Ansprache an das Publikum. Inmitten der Lieder Wunder gibt’s nicht nur im Himmel und Ich sterb für dich stellte Mai ihre Tänzer beziehungsweise ihre Begleitband vor. Während der Konzerte präsentierte Mai fünf verschiedene Outfits. Es folgten nach den Titeln Unbekannter Engel, Wunder gibt’s nicht nur im Himmel, dem Wolkenfrei-Medley sowie Verdammt, ich lieb’ Dich Outfitwechsel. Die kurzen Abwesenheitszeiten Mais wurden meist mit Tanzeinlagen überbrückt. Bis zu ihrem Unfall in Rostock war auch ein gemeinsamer Contemporary zu All of Me mit Vadim Garbuzov Teil der Show. Während des Tanzes wurde auf den LCD-Leinwänden im Hintergrund ein Video mit Szenen von Mais Hochzeit aus dem vergangenen Jahr gezeigt.
Die folgende Liste ist eine Übersicht der Setlist, die Mai während des Konzertes in der Arena Leipzig spielte:
Soundcheck
1. Wiedersehen
2. Mein Sommer

Hauptshow
1. Intro
2. Nie wieder
3. Wachgeküsst
4. Meilenweit
5. Jeans, T-Shirt und Freiheit
6. Wo Du bist
7. Unbekannter Engel
8. Wiedersehen
9. Echo
10. Es wird schon hell über Berlin
11. Wunder gibt’s nicht nur im Himmel
12. Schönster Moment
13. Mein Sommer
14. Ich vermiss Dich so
15. Wolkenfrei-Medley (Ich versprech Dir nichts (und geb Dir Alles), Du bist meine Insel und Von Tokyo bis Amerika)
16. SOS Prinzessin in Not
17. Sternenmeer
18. Verdammt, ich lieb’ Dich
19. In all deinen Farben
20. Wolke 7
21. Regenbogen

Zugabe
1. Dieser eine Augenblick
2. Ich sterb für dich